# There Is Only One Roy Orbison
There is Only One Roy Orbison, studioalbum av Roy Orbison, utgivet i juli 1965 på skivbolaget MGM Records. Detta var Orbisons första album album på detta skivbolag.
Albumet nådde Billboard-listans 55:e plats
På englandslistan nådde albumet 10:e plats.

## Låtlista
Singelplacering i Billboard inom parentes. Placering i England=UK 
1. "Ride Away" (Roy Orbison/Bill Dees) (#25, UK #34)
2. "You Fool You" (Roy Orbison/Joe Melson)
3. "Two Of A Kind" (Bob Montgomery/Earl Sinks)
4. "This Is Your Song" (Bill Dees)
5. "I'm In A Blue, Blue Mood" (Roy Orbison/Joe Melson)
6. "If You Can't Say Something Nice" (Roy Orbison/Joe Melson/Ray Rush)
7. "Claudette" (Roy Orbison)
8. "Afraid To Sleep" (Buddy Buie/John Adkins/William E. Gilmore)
9. "Sugar And Honey" (Roy Orbison/Bill Dees)
10. "Summer Love" (Bill Dees/Marcus Felton Mathis)
11. "Big As I Can Dream" (Bob Montgomery)
12. "Wondering" (Roy Orbison/Bill Dees)